# Archidiecezja dżakarcka
Archidiecezja dżakarcka (łac. Archidioecesis Giakartana, indonez. Keuskupan Agung Jakarta) – rzymskokatolicka archidiecezja ze stolicą w Dżakarcie (Dżakarta Centralna) w Indonezji. Arcybiskupi dżakarccy są również metropolitami metropolii o tej samej nazwie.
W 2002 w archidiecezji służyło 393 braci i 583 sióstr zakonnych.

## Sufraganie
Sufraganiami arcybiskupa Dżakarty są biskupi diecezji:
- Bandung
- Bogor.

## Historia
8 maja 1807 papież Pius VII erygował prefekturę apostolską Batavii. Dotychczas wierni z tych terenów należeli do prefektury apostolskiej Wysp Oceanu Indyjskiego (obecnie diecezja Saint-Denis-de-la-Réunion na Reunionie).
3 kwietnia 1841	prefektura apostolska Batavii została podniesiona do rangi wikariatu apostolskiego.
W miarę rozwoju Kościoła katolickiego na tych terenach z wikariatu apostolskiego Batavii odłączono:
- w 1855 – prefekturę apostolską Labuan i Borneo (obecnie archidiecezja Kota Kinabalu w Malezji)
- w 1902 – prefekturę apostolską Holenderskiej Nowej Gwinei (obecnie diecezja Amboina)
- w 1905 – prefekturę apostolską Holenderskiego Borneo (obecnie archidiecezja Pontianak)
- w 1911 – prefekturę apostolską Sumatry (obecnie archidiecezja Medan)
- w 1913 – prefekturę apostolską Małych Wysp Sundajskich (obecnie archidiecezja Ende)
- w 1919 – prefekturę apostolską Celebes (obecnie diecezja Manado)
- w 1927 – prefekturę apostolską Malang (obecnie diecezja Malang)
- w 1928 – prefekturę apostolską Surabaya (obecnie diecezja Surabaya)
- w 1932 – prefekturę apostolską Bandung (obecnie diecezja Bandung)
- w 1932 – prefekturę apostolską Purwokerto (obecnie diecezja Purwokerto)
- w 1940 – wikariat apostolski Semarang (obecnie archidiecezja Semarang)
- w 1948 – prefekturę apostolską Sukabumi (obecnie diecezja Bogor).

7 lutego 1950 zmieniono nazwę na wikariat apostolski Djakarta.
3 stycznia 1961 papież Jan XXIII podniósł wikariat apostolski Djakarty do rangi archidiecezji metropolitarnej.
22 sierpnia 1973 zmieniono nazwę na obecną.

## Ordynariusze

### Prefekci apostolscy
- Jacobus Nelissen (1808 – 1817)
- Lambertus Prinsen (1817 – 1830)
- Johannes Scholten (1831 – 1841)

### Wikariusze apostolscy
- Johannes Scholten (1841 – 1842)
- Jacobus Grooff (1842 – 1846)
- Petrus Maria Vrancken (1847 – 1874)
- Adamo Claessens (1874 – 1893) od 1884 arcybiskup ad personam
- Walterus Staal (1893 – 1897)
- Edmondo Luypen SI (1898 – 1923)
- Antonio Pietro Francesco van Velsen SI (1924 – 1934)
- Peter Willekens SI (1934 – 1952)
- Adrianus Djajasepoetra SI (1953 – 1961)

### Arcybiskupi
- Adrianus Djajasepoetra SI (1961 – 1970)
- Leo Soekoto SI (1970 – 1995)
- kard. Julius Darmaatmadja SI (1996 – 2010) kreacja kardynalska w 1994 jako arcybiskup Semarang
- kard. Ignatius Suharyo Hardjoatmodjo (2010 – nadal)